# Pachycnema alternans
Pachycnema alternans är en skalbaggsart som beskrevs av Hermann Burmeister 1844. Pachycnema alternans ingår i släktet Pachycnema och familjen Melolonthidae. Inga underarter finns listade i Catalogue of Life.